# Senaat (Burundi)
De Senaat (Frans: Sénat) is het hogerhuis van het parlement van Burundi en telt 39 leden. Van hen worden er 36 indirect gekozen; twee per provincie (een Hutu en een Tutsi). De overige drie zetels zijn gereserveerd voor de Twa (de derde bevolkingsgroep na de Hutu's en de Tutsi's).
In 1965 kende Burundi korte tijd een Senaat, maar na het uitroepen van de republiek in datzelfde jaar werd de Senaat weer afgeschaft. Tot 2002, het jaar waarin de Senaat werd hersteld, kende Burundi een eenkamerparlement.
De grootste partij in de Senaat is de Conseil national pour la défense de la démocratie-Forces de défense de la démocratie (CNDD-FDD), een Hutu-nationalistische partij. Senaatsvoorzitter is Emmanuel Sinzohagera (CNDD-FDD), sinds 2020 is hij in functie.
Het lagerhuis van het parlement is de Nationale Vergadering (Assemblée nationale).

## Zetelverdeling

Zetelverdeling na de verkiezingen van 2020